# City 93
City 93 var en radiostation i östra Småland. Stationen hade sin redaktion i Västervik, och sände från början på två närradiolicenser i Västervik. 2006 inleddes även närradiosändningar från Vimmerby och sedan tidigare hade man ett nyhetssamarbete med Vimmerby Tidning.[källa behövs]
City 93 var en så kallad hitstation, vilket innebär att den hade ett liknande format som nätverket Rix FM. Enligt stationens egen uppgift var de störst i norra Kalmar län, med över 40 000 lyssnare per vecka.
Radiostationen gick i konkurs den 20 juni 2007 och har därmed slutat sända radio.

## Frekvenser
- Västervik 93,2 (Fårhultsmasten)
- Västervik 98,1 (Nya vattentornet)